# Katwijk aan Zee

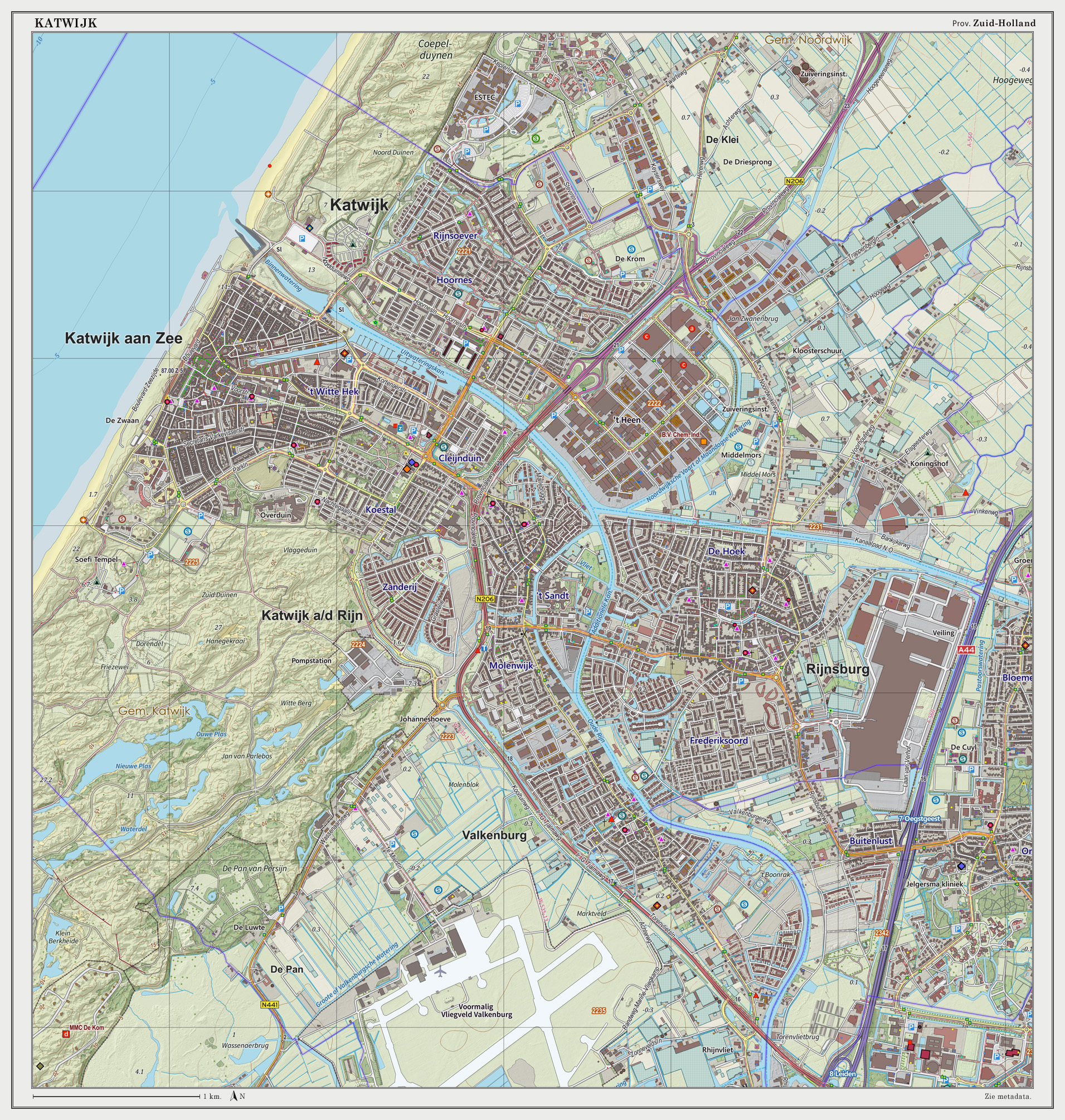
Topografie van Katwijk aan Zee en omgeving, maart 2014

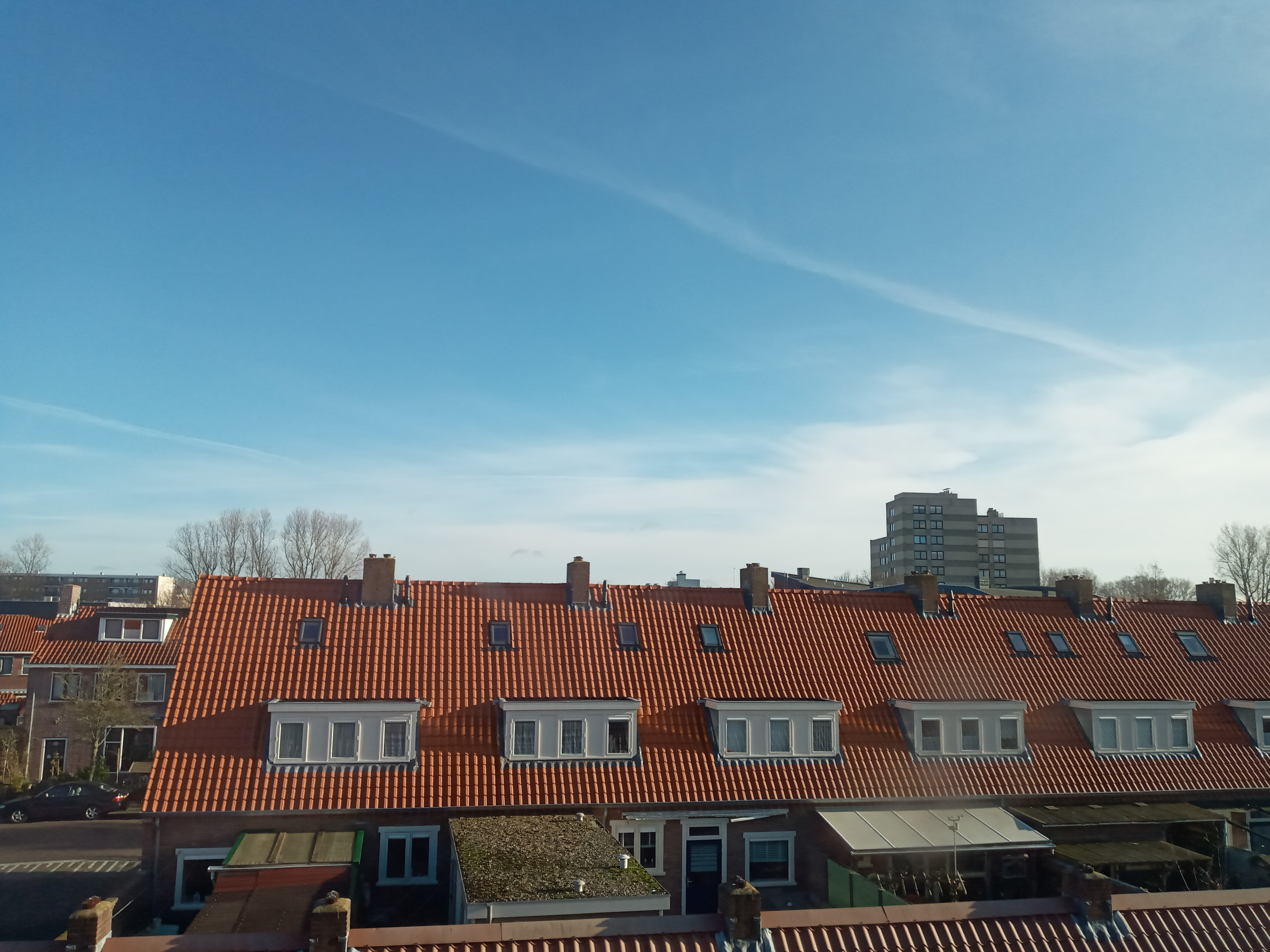
Deel van Witte Hek, buurt in Katwijk aan Zee

Katwijk aan Zee is een woonkern in de gemeente Katwijk in de Nederlandse provincie Zuid-Holland, met ongeveer 17.810 inwoners.

## Geschiedenis

### Romeinse tijd
In de Romeinse tijd vormde hier na de verovering van de provincie Germania Inferior de rivier de Rijn de noordelijke grens van het Romeinse Rijk. De Romeinse geschiedschrijver Tacitus beschreef ook dit gebied en op diverse plaatsen in de huidige Nederlandse provincie Zuid-Holland zijn overblijfselen van Romeinse oorsprong gevonden. De Romeinen bouwden hier een castellum, waarvan de overblijfselen uiteindelijk door de Noordzee zouden worden verzwolgen en dat lange tijd bekend stond met de Nederlandse naam Brittenburg. De keizer Caligula zou hier zijn exercitie die bekend werd als de "slag met de schelpen" hebben opgevoerd, voor zijn invasieplannen om Brittannia te veroveren, zoals beschreven door de Romeinse geschiedschrijvers Suetonius en Dio Cassius. De teksten spreken echter vooral van “de Gallische kust”, waardoor dan ook andere plaatsen zoals Boulogne-sur-Mer mogelijk kunnen zijn geweest, waar Het Kanaal het smalst is.

### Middeleeuwen
Rond 1230 was het plaatsje niet meer dan een kern van een aantal hutten. Na 1300 begon de plaats te groeien en werd ze al snel bekend om de visserij, maar ook om de binnenvaart. In 1388 werd de vismarkt van Katwijk aan den Rijn verplaatst naar Katwijk aan Zee. De twee plaatsen vielen toen al onder hetzelfde bestuur, Katwijk, maar toen was dat een heerlijkheid. Het zeedorp blijft groeien en in 1461 wordt het een zelfstandige parochie. Kort daarna wordt de Andreaskerk, plaatselijk ook wel bekend als de Oude Kerk, gebouwd. Lang was er een slechte verbinding tussen Katwijk aan Zee en het verder gelegen Katwijk aan den Rijn. Vanwege de bevolkingsgroei wordt er wel meer landinwaarts gebouwd.
Later zorgden het kerkelijke leven, het voetbal en de familie(bedrijven) voor een groot netwerk aan sociale contacten binnen eigen kring, waardoor men graag in deze gesloten gemeenschap bleef wonen. Het tekent het eigen karakter en de sterke verbondenheid binnen het oude dorp. Hierdoor ontstond een beperkte genenpool waaruit inwoners hun partner kozen. De Katwijkse ziekte (HCHWA-D) is een redelijk bekend fenomeen in de dorpskern: de ziekte wordt veroorzaakt door een gen van een gezamenlijke voorouder die tien tot twaalf generaties geleden leefde.

### Vroegmoderne tijd
In 1572 wordt vanaf het Veereinde in Katwijk aan den Rijn in een rechte lijn een kanaal gegraven richting zee dat uitkomt bij de Voorstraat. Door te weinig onderhoud in de Tachtigjarige Oorlog verzandde het en eindigde het kanaal bij de Zwaaikom. Het doorlopende kanaal dat overbleef werd Het Mallegat genoemd. De behoefte voor een afwateringskanaal bleef bestaan. Het duurt tot 1879 als de vaarweg tot en met de zee wordt voltooid.
Lange tijd is het werk in de visserij armoedig, onder andere door de hoge belastingen. Die werden geheven door de Heer van Katwijk die daarmee een recht beoefende. Richting de negentiende eeuw kwam er ook in de visserij wat meer leven. De heerlijke rechten vervielen na lang procederen. Daarnaast werd de rijkspremie voor elke pink met honderd gulden verhoogd en werd er door investeringen in het spoor meer visvervoer mogelijk.

### Moderne tijd
Sinds de 20e eeuw is Katwijk aan Zee een bekende badplaats. Eind jaren zestig had Katwijk de grootste vissersvloot van Nederland met 180 schepen. Later, toen er modernere schepen kwamen, weken de Katwijkse schepen uit naar de havens van IJmuiden en Scheveningen en werd de vloot kleiner.
Tijdens de Tweede Wereldoorlog is een deel van de bebouwing in Katwijk aan Zee door de Duitsers afgebroken. Het ging om een 200 meter brede strook huizen langs de kust, die moesten verdwijnen om plaats te maken voor de Atlantikwall. Pas na de oorlog kreeg de boulevard zijn huidige aanzicht.
Eind jaren tachtig smolt Katwijk aan Zee samen met Katwijk aan den Rijn en de noordelijke (nieuwbouw)wijken Hoornes en Rijnsoever, nu Katwijk-Noord, tot één grote gemeente, Katwijk. Per 1 januari 2006 vallen ook de omringende dorpen Rijnsburg en Valkenburg onder de gemeente Katwijk. 

## Karakter

### Dialect
In Katwijk aan Zee wordt een conservatieve variant van het Zuid-Hollands gesproken, het Katwijks (Katteks). Het is een van de weinige oorspronkelijke dialecten die in Zuid-Holland zijn overgebleven. Een deel van de inwoners spreekt het dialect nog dagelijks, zij het niet meer in de zuiverste vorm. De invloed van het Standaardnederlands is groter geworden en wordt steeds groter. In 2020 kwam het Katwijks woordenboek uit, veertien jaar lang werkten auteurs Jaap van der Marel en Leendert de Vink aan de totstandkoming van het lexicon.
De geschiedenis van het Katwijkse dialect kan in verschillende fases worden ingedeeld. De oudste vormen komen uit ongeveer 800 na Christus, het gaat dan om woorden als regge (ndl. rug) en pet (ndl. put). Vanaf de twintigste eeuw zijn er nauwelijks meer woorden bijgekomen. Het dialect kent enkele invloeden vanuit het Frans en het Engels en kent veel vakjargon vanuit de visserijwereld.
Het Katwijks dialect lijkt sterk op het Noordwijks dialect van de eerste helft van de 20e eeuw en daarvoor.

### Religie
Delen van Katwijk aan Zee wordt gewoonlijk beschouwd als een orthodox of bevindelijk, christelijk dorp, "zij het lang niet meer zo massief als in 1940." Zo waren er in 2000 bijna 24.000 leden aangesloten bij een van de kerkverbanden die gehuisvest zijn in het toenmalige dorp Katwijk aan Zee. Het overgrote deel van de leden is hervormd. De hervormde gemeente van Katwijk aan Zee had in 2000 welgeteld 20.471 leden, komend uit de verschillende dorpskernen en uit de regio. Dit aantal ligt nu een stuk lager. Er valt op te merken dat deze leden niet allemaal kerkgangers waren, over een periode van dertig jaar zijn de kerken minder vol dan voorheen. De leden komen niet allemaal uit de kern Katwijk aan Zee, maar uit de hele gemeente Katwijk (incl. Rijnsburg, Valkenburg, Katwijk aan den Rijn, Katwijk-Noord) en omstreken.
Daarnaast is er een Hersteld Hervormde Kerk (HHK) met ongeveer 1800 leden, verdeeld over 3 wijkgemeentes. Twee van de drie wijkgemeentes van de HHK zijn gehuisvest in de Triumfatorkerk, een voormalige gereformeerde kerk die gerenoveerd en flink uitgebreid is. De nieuwe kerk werd in september 2015 in gebruik genomen. De derde en kleinste wijkgemeente kerkt in de Fonteinkerk, aan de Willem de Zwijgerlaan, waar het in 2024 intrek heeft genomen. Daarvoor werd de UNI-zaal aan de Wethouder D. Ouwehandstraat voor de kerkdiensten gebruikt.
Voorts zijn er in Katwijk een Christelijke Gereformeerde Kerk, een Gereformeerde Kerk vrijgemaakt, een Gereformeerde Gemeente en een Gereformeerde Gemeenten in Nederland. Deze hebben minder leden dan de hervormde gemeentes.
Tot slot is er een Universele Soefitempel, de Universel Murad Hassil ligt in de zuidduinen dat onderdeel is van het duingebied Berkheide. In Katwijk aan Zee zijn er geen moskeeën.
In het voor- en najaar vindt de Mannenzang Katwijk plaats, waarbij 1800 mannen vanuit heel Nederland naar de Nieuwe Kerk aan de Voorstraat komen om een avond psalmen te zingen. In het voorjaar wordt er ritmisch gespeeld, in het najaar zingt men de psalmen op hele noten. In de gereformeerde gezindte is het een bekend evenement.

### Klederdracht
De Katwijkse klederdracht is inmiddels (bijna) volledig uit het straatbeeld verdwenen. Kenmerkend voor de vrouwen waren het witte, kanten kapje dat werd vastgemaakt met een oorijzer. Dat oorijzer werd in het begin als functioneel gezien, later werd het een teken van rijkdom. Als jas fungeerde de schoudermantel (Katwijks: Skoemantel), die los over de schouders werd gedragen en geen sluiting had.
Er werd veel zwart gedragen. Katwijkse vrouwen verloren vaker hun man of zoon op zee en waren regelmatig in de rouw. Later werd zwart de mode bij traditiegetrouwen in Katwijk aan Zee.
Er bestaat nog het Genootschap Oud Katwijk, om de kennis van de geschiedenis en de folklore van Katwijk te bevorderen. In de zomer vindt elk jaar het Nationaal Klederdracht festival plaats. Hieraan doen zo’n twintig klederdrachtgroepen mee uit verschillende Nederlandse gemeentes. Ze wandelen vanaf het Katwijks Museum door het oude centrum van de dorpskern om te eindigen bij de Boulevard. Daar presenteert elke woonplaats hun karakteristieke klederdracht.

### Sport
Veel inwoners van de dorpskern zijn niet alleen betrokken in het kerkelijke leven, maar in Katwijk aan Zee bevindt zich ook de grootste amateurvoetbalvereniging van Nederland. K.v.v. Quick Boys speelt op sportpark Nieuw Zuid de thuiswedstrijden en is opgericht in 1920. Ook trainde het Nederlands voetbalelftal van halverwege de jaren 90 tot 2018 op dit sportpark dat in de zuidduinen ligt.

## Bezienswaardigheden
- De hervormde Andreaskerk (ook wel Witte Kerk genoemd) dateert uit 1480. Het is de enige kerk in Nederland pal aan de boulevard.
- De Vuurbaak uit 1605 (op een na oudste vuurtoren in Nederland).
- De Nieuwe Kerk 1885, gebouwd in neo-renaissancestijl (op een na grootste orgel van Nederland, grootste hervormde kerk in Nederland naar zitplaatsen).
- In de wijk Nieuw Zuid ligt de Soefitempel (enige ter wereld).
- Het hoogste natuurlijke punt in de provincie Zuid-Holland is de Waarnemingspost op Vlaggeduin, gelegen in de zuidduinen.

## Duurzaam toerisme
In het jaar 2011 heeft Katwijk aan Zee een QualityCoast Bronze Award mogen ontvangen voor haar inspanningen om een duurzame toeristische bestemming te worden. In de jaren erna werd er regelmatig een gouden award ontvangen, de een-na-hoogste onderscheiding.
In 2019 en 2020 werd de badplaats uitgeroepen tot het schoonste strand van Zuid-Holland. Om te voorkomen dat zwerfafval vanuit de Oude Rijn de Noordzee instroomt via de uitwatering, werd in juli 2022 de Limes Bubble Barrier in gebruik genomen. Het ligt 200 meter oostwaarts van het Koning Willem-Alexandergemaal. Het is het eerste bellenscherm ter wereld in de monding van een rivier. Een gordijn van luchtbellen wordt omhoog geblazen via een buis, waardoor plastic naar de zijkant van de Oude Rijn drijft alwaar het in een opvangbak terechtkomt.
Omdat bij de monding van de rivier afval de Noordzee in kan stromen, behaalt Katwijk aan Zee slechts mondjesmaat de Blauwe Vlag. 2018 was de laatste keer dat de badplaats dit internationale milieumerk ontving.

## Buurten
- Centrum – Nieuw Zuid – Overduin – Rooie Buurt – Princehaven – Witte Hek

## Openbaar vervoer
De buslijnen 31 en 401 van Qbuzz verbinden station Leiden Centraal met Katwijk aan Zee, waarbij lijn 401 vanaf station Leiden Centraal doorrijdt naar Zoetermeer. In de zomermaanden verbindt buslijn 90 Wassenaar via Katwijk (incl. Katwijk aan Zee) en Noordwijk (incl. Noordwijk aan Zee) met Sassenheim.
Tot eind april 2021 reed bus 30 via de N206 naar Katwijk-Noord en vervolgens halte ESA-Estec en reed bus 31 via de Zeeweg naar de Boulevard-Zuid in Katwijk. De renovatie van de Koningin Julianabrug, het aanleggen van een fietstunnel bij het Waterloopje en de vernieuwing van de N206/Tjalmaweg (onderdeel van de RijnlandRoute) zorgden ervoor dat de lijnen 30 en 31 sinds 25 augustus 2020 geen ringlijn meer vormen. Sinds 9 mei 2021 zijn deze lijnen omgezet naar R-netlijnen, die sneller in Leiden zijn en meerdere malen per uur rijden, in de spits bij het gemeentehuis om de vijf minuten. Lijnen 30 en 31 werden sinds die datum omgenummerd naar 430 en 431. Lijn 230, de ochtendspitsversie van lijn 30, werd omgenummerd naar 432. De Tjalmaweg werd in 2021 en 2022 omgebouwd tot een vierbaansweg, zodat het extra verkeer vanaf de nieuwe dorpskern Valkenhorst en de nieuwe buslijn van het R-net goed door kunnen stromen.

## Geboren
- Hendrik van Beelen (1979), profvoetballer
- Mia Bruyn-Ouwehand (1895-1968), schrijfster
- Andries Buijs (1925-2014), burgemeester
- Dirk van Duijvenbode (1992), professioneel darter
- Pieter Groen (1808-1902), visser en ontdekkingsreiziger
- Magda Jansen-van Harten (1988), ambtenaar en CDA-politica
- Dirk Kuijt (1980), profvoetballer
- Joop van der Schee (1951), hoogleraar onderwijsgeografie
- Mick Spek (1997), artiest en muziek producent
- Charley Toorop (1891-1955), schilder en lithograaf
- Gerrit Vooys (1947), profvoetballer

## Zie ook

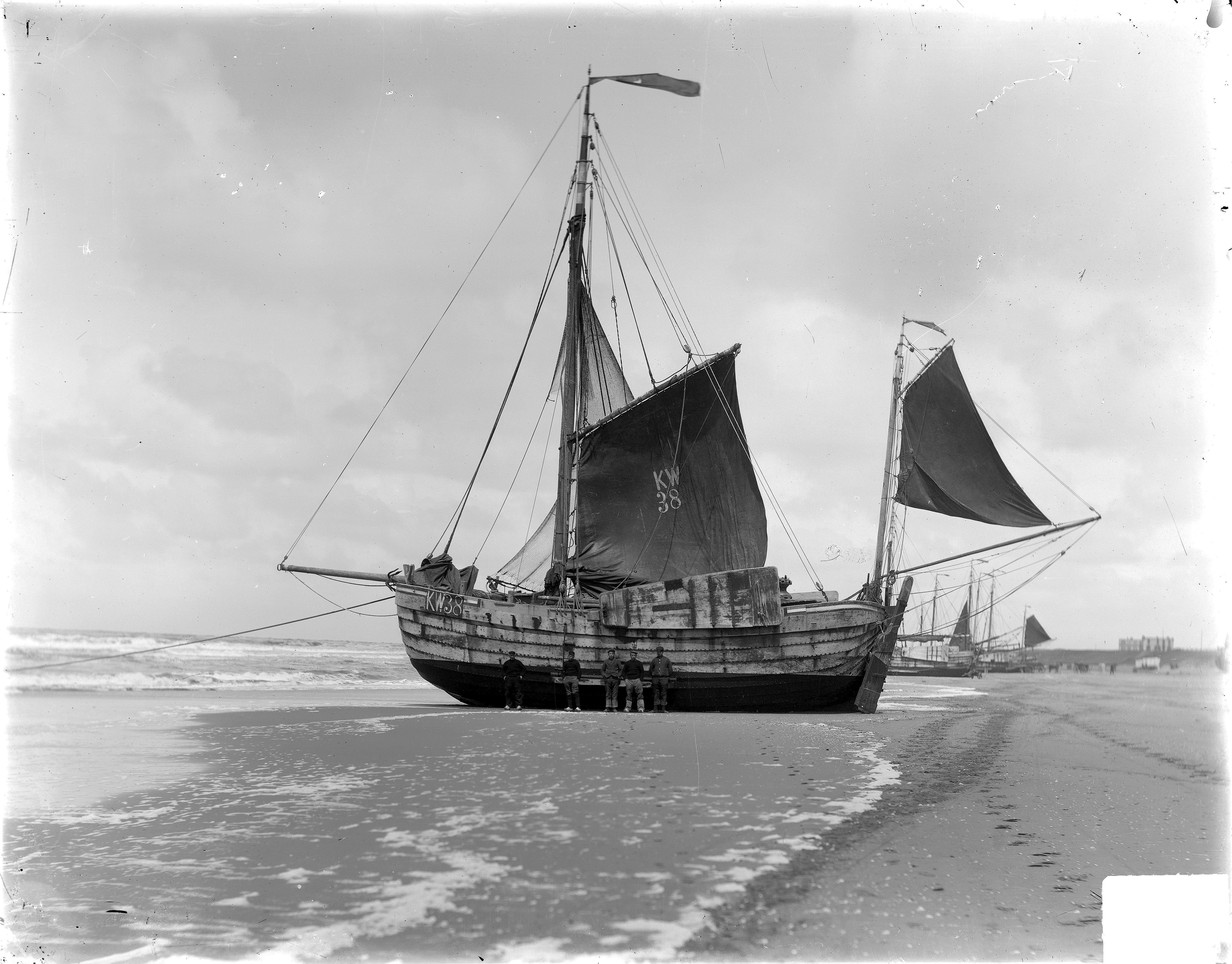
Bomschuit op het strand van Katwijk aan Zee. Foto door Jan Goedeljee, ca. 1900.
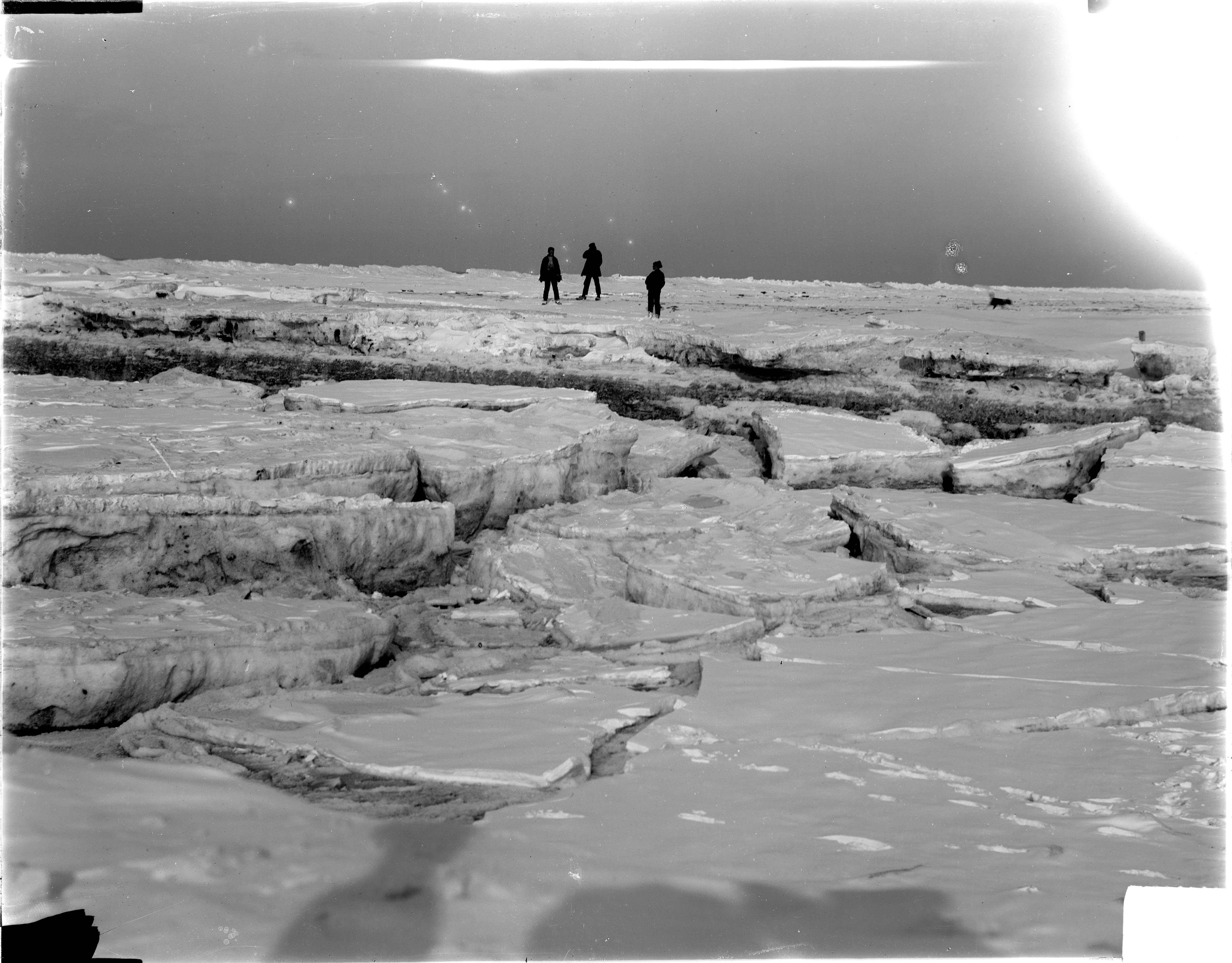
IJsschotsen bij het strand van Katwijk aan Zee. Foto Jan Goedeljee, 1898.

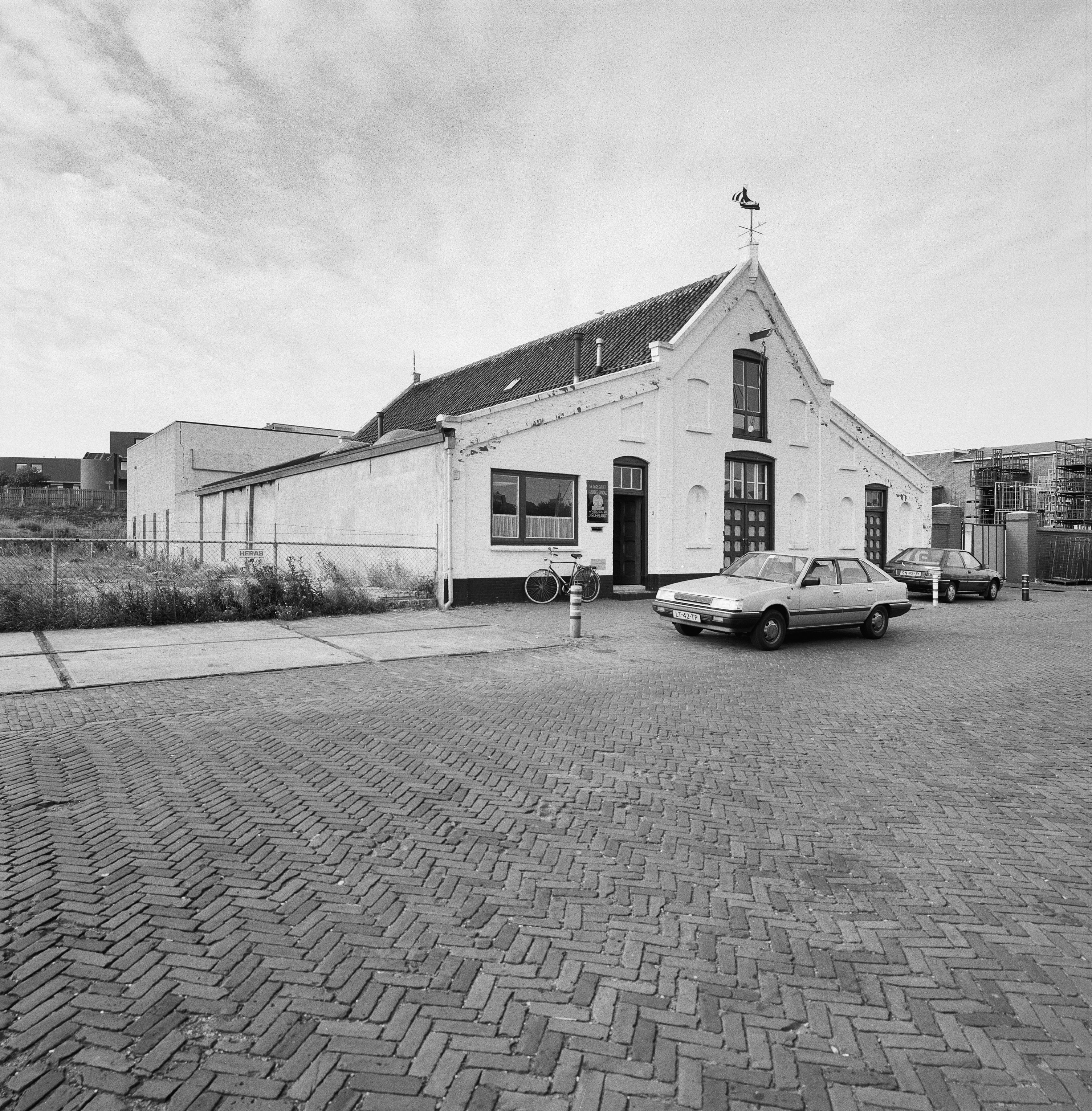
Rederspakhuis, Prins Hendrikkade 3. Het huisje kon op het nippertje behouden worden bij een grote brand bij rederij Parlevliet en Van der Plas op 21 mei 1971. Begin 21e eeuw gesloopt voor nieuwbouw.
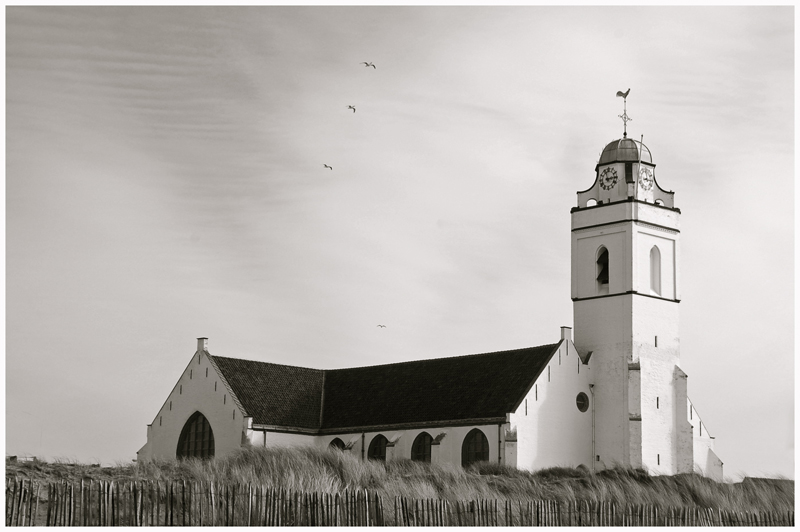
Witte Kerk aan Zee (Andreaskerk). De kerk stond enkele eeuwen terug nog in het dorp. Door de opkomst van de zee, staat de kerk sinds medio de 19e eeuw aan de boulevard.